# Kanonische Transformation
In der klassischen Mechanik bezeichnet man eine aktive Transformation des Phasenraums als kanonisch, wenn sie wesentliche Aspekte der Dynamik invariant lässt. Die Invarianz der hamiltonschen Gleichungen ist dabei ein notwendiges, jedoch nicht hinreichendes Kriterium. Notwendig und hinreichend ist die Invarianz der Poisson-Klammern, ein weiteres notwendiges Kriterium ist die Invarianz des Phasenraumvolumens. Ziel dabei ist, die neue Hamilton-Funktion möglichst zu vereinfachen, im Idealfall sogar unabhängig von einer oder mehreren Variablen zu machen. In dieser Funktion sind kanonische Transformationen der Ausgangspunkt zum Hamilton-Jacobi-Formalismus. Kanonische Transformationen können aus sogenannten erzeugenden Funktionen konstruiert werden.
Wichtige Beispiele kanonischer Transformationen sind Transformationen des Phasenraums, die von Transformationen des Konfigurationsraums induziert werden – sogenannte Punkttransformationen –, sowie der kanonische Fluss bei festgehaltener Zeitkonstanten, also Transformationen des Phasenraums, die durch Fortschreiten der Dynamik um eine konstante Zeitdifferenz entstehen. Die erzeugende Funktion in letzterem Fall ist die Hamiltonsche Prinzipalfunktion und entspricht gerade der Wirkung zwischen den beiden Zeitpunkten, aufgefasst als Funktion der alten und neuen Koordinaten.

## Zeitunabhängiger Fall
Im Folgenden wird zunächst nur der einfachere zeitunabhängige Fall behandelt. Der zeitabhängige Fall wird in einem eigenen Abschnitt dargestellt. Ferner sind folgende Ausführungen als lokale Beschreibung der Transformationen in Bündelkarten anzusehen. Für das Verständnis der globalen Zusammenhänge ist die Verwendung des Differentialformenkalküls unerlässlich. Sie werden ebenfalls in einem eigenen Abschnitt dargestellt.

### Definition
Man betrachte ein Hamiltonsches System mit {\displaystyle f} Freiheitsgraden und der Hamilton-Funktion {\displaystyle H(q,p)}, die von den Koordinaten {\displaystyle q=(q_{1},\dotsc ,q_{f})} und Impulsen {\displaystyle p=(p_{1},\dotsc ,p_{f})} abhängt. Die kanonischen Gleichungen (hamiltonsche Bewegungsgleichungen) lauten somit:
{\displaystyle {\dot {q}}_{i}={\frac {\partial H}{\partial p_{i}}}(q(t),p(t))\ ,\quad {\dot {p}}_{i}=-{\frac {\partial H}{\partial q_{i}}}(q(t),p(t)),}
wobei im Folgenden für die Argumente {\displaystyle q(t),p(t)} der Übersichtlichkeit halber kurz {\displaystyle q,p} geschrieben wird. Gesucht sind Transformationen {\displaystyle (q,p)\mapsto (Q(q,p),P(q,p))}, die die kanonischen Gleichungen invariant lassen, d. h., durch Substitution {\displaystyle (q,p)=(q(Q,P),p(Q,P))} in der Hamilton-Funktion {\displaystyle H(Q,P):=H(q(Q,P),p(Q,P))} soll dieselbe Dynamik beschrieben werden:
{\displaystyle {\dot {Q}}_{i}\equiv {\frac {\mathrm {d} }{\mathrm {d} t}}Q_{i}(q,p)=\sum _{j}\left({\frac {\partial Q_{i}}{\partial q_{j}}}{\frac {\partial H}{\partial p_{j}}}(q,p)-{\frac {\partial Q_{i}}{\partial p_{j}}}{\frac {\partial H}{\partial q_{j}}}(q,p)\right)}
{\displaystyle {\overset {!}{=}}{\frac {\partial H}{\partial P_{i}}}(Q(q,p),P(q,p))}
{\displaystyle {\dot {P}}_{i}\equiv {\frac {\mathrm {d} }{\mathrm {d} t}}P_{i}(q,p)=\sum _{j}\left({\frac {\partial P_{i}}{\partial q_{j}}}{\frac {\partial H}{\partial p_{j}}}(q,p)-{\frac {\partial P_{i}}{\partial p_{j}}}{\frac {\partial H}{\partial q_{j}}}(q,p)\right)}
{\displaystyle {\overset {!}{=}}-{\frac {\partial H}{\partial Q_{i}}}(Q(q,p),P(q,p))}
Die Gültigkeit der Hamiltonschen Gleichungen ist äquivalent zum Hamiltonschen Extremalprinzip
{\displaystyle \delta \int _{t_{1}}^{t_{2}}\mathrm {d} t\,\left(\sum _{i}p_{i}{\dot {q}}_{i}-H\right)=0,}
wobei die {\displaystyle p_{i}(t)} und {\displaystyle q_{i}(t)} unabhängig voneinander variiert werden. Für die gleichzeitige Gültigkeit dieses und des äquivalenten Variationsprinzips für das transformierte System ist es hinreichend, dass sich die Integranden nur bis auf einen konstanten Faktor (d. h. bis auf eine Skalentransformation) und eine totale Zeitableitung unterscheiden:
{\displaystyle \lambda \left(\sum _{i}p_{i}{\dot {q}}_{i}-H(q,p)\right)=\sum _{i}P_{i}{\dot {Q}}_{i}-H(Q,P)+{\frac {\mathrm {d} F}{\mathrm {d} t}}(q,p)}
Kanonisch (eigentlich lokal kanonisch) heißen gerade die Transformationen, die obige Gleichung mit {\displaystyle \lambda =1} erfüllen (solche mit anderen Koeffizienten werden auch als extended canonical transformations bezeichnet und sind immer als Komposition einer kanonischen Transformation und einer Skalentransformation darstellbar). Für diese gilt:
{\displaystyle \sum _{i}p_{i}\,\mathrm {d} q_{i}=\sum _{i}P_{i}\,\mathrm {d} Q_{i}+\mathrm {d} F}
Andere Transformationen, die auch die kanonische Form der Bewegungsgleichungen invariant lassen (denkbar wären auch solche, die eine neue Hamilton-Funktion einführen, wie es ohnehin im zeitabhängigen Fall geschieht), haben den Nachteil, dass sie sich nicht aus einer erzeugenden Funktion herleiten lassen und wichtige Resultate wie z. B. der Satz von Liouville oder die Invarianz der Poisson-Klammern nicht gelten. Beispielsweise lässt auch die Transformation {\displaystyle {\bar {q}}=q,{\bar {p}}=\lambda p,{\bar {H}}({\bar {q}},{\bar {p}})=\lambda H({\bar {q}},{\bar {p}}/\lambda )} die kanonischen Gleichungen invariant, wird aber nicht zu den kanonischen Transformationen gezählt.

### Poisson-Klammern
Die Poisson-Klammer glatter Funktionen {\displaystyle f} und {\displaystyle g} auf dem Phasenraum bzgl. {\displaystyle q} und {\displaystyle p} ist durch
{\displaystyle \left\{f,g\right\}_{q,p}=\sum _{i=1}^{n}\left({\frac {\partial f}{\partial q_{i}}}{\frac {\partial g}{\partial p_{i}}}-{\frac {\partial f}{\partial p_{i}}}{\frac {\partial g}{\partial q_{i}}}\right)}
definiert. Die Poisson-Klammern bezüglich alter und neuer Koordinaten stimmen überein, es gilt also
{\displaystyle \left\{f,g\right\}_{q,p}\equiv \left\{f,g\right\}_{Q,P}}
genau dann, wenn die Transformation {\displaystyle (q,p)\mapsto (Q,P)} kanonisch ist (streng genommen, sollten die Funktionen auf der rechten Seite als pushforward {\displaystyle f(Q,P):=f(q(Q,P),p(Q,P))} aufgefasst werden). Äquivalent ist ebenfalls die folgende Beziehung zwischen den fundamentalen Poisson-Klammern:
{\displaystyle \left\{Q_{i},P_{j}\right\}_{q,p}=\delta _{ij}\;,\quad \left\{Q_{i},Q_{j}\right\}_{q,p}=\left\{P_{i},P_{j}\right\}_{q,p}=0},
dabei ist {\displaystyle \delta _{ij}} das Kronecker-Delta. Diese Eigenschaft wird auch gelegentlich zur Definition kanonischer Transformationen verwendet.

### Erzeugende Funktionen
Kanonische Transformationen können durch erzeugende Funktionen (kurz auch Erzeugende) gefunden und konstruiert werden.
Die Transformation {\displaystyle (q,p)\mapsto (Q,P)} ist genau dann kanonisch, wenn
{\displaystyle \sum _{i}p_{i}\,\mathrm {d} q_{i}=\sum _{i}P_{i}\,\mathrm {d} Q_{i}+dF.}
Dabei ist {\displaystyle F=F(q,p)} eine glatte Funktion auf dem Phasenraum und {\displaystyle \mathrm {d} F} ihr Differential. Die Funktionalmatrix der Transformation hat die Gestalt
{\displaystyle {\begin{pmatrix}(\partial Q_{i}/\partial q_{j})_{\vert p}&(\partial Q_{i}/\partial p_{j})_{\vert q}\\(\partial P_{i}/\partial q_{j})_{\vert p}&(\partial P_{i}/\partial p_{j})_{\vert q}\end{pmatrix}}.}
Von den vier Teilmatrizen können einige singulär sein. Unter ihnen sind jedoch mindestens zwei reguläre, da für die Determinante einer Blockmatrix
{\displaystyle \det {\begin{pmatrix}A&B\\C&D\end{pmatrix}}=\det A\cdot \det D-\det B\cdot \det C}
gilt. Für das Folgende sei zunächst angenommen, dass {\displaystyle \det(\partial Q_{i}/\partial p_{j})_{\vert q}\neq 0} gilt. Dann kann {\displaystyle p=p(Q,q)} substituiert werden und man erhält mit {\displaystyle F_{1}:=F}:
{\displaystyle p_{i}={\frac {\partial F_{1}}{\partial q_{i}}},\quad P_{i}=-{\frac {\partial F_{1}}{\partial Q_{i}}}}
Falls {\displaystyle \det(\partial Q_{i}/\partial p_{j})_{\vert q}=0}, so ist gewiss {\displaystyle \det(\partial Q_{i}/\partial q_{j})_{\vert p}\neq 0}. Dann kann {\displaystyle q=q(Q,p)} substituiert werden. Es ist {\displaystyle \sum _{i}p_{i}\,\mathrm {d} q_{i}=\mathrm {d} \left(\sum _{i}p_{i}\,q_{i}\right)-\sum _{i}q_{i}\,\mathrm {d} p_{i}}. Das heißt:
{\displaystyle \sum _{i}P_{i}\,\mathrm {d} Q_{i}=-\sum _{i}q_{i}\,\mathrm {d} p_{i}+\mathrm {d} \left(\sum _{i}p_{i}\,q_{i}-F\right)=:-\sum _{i}q_{i}\,\mathrm {d} p_{i}+\mathrm {d} F_{3}}
Es ergibt sich:
{\displaystyle P_{i}=-{\frac {\partial F_{3}}{\partial Q_{i}}},\quad q_{i}=-{\frac {\partial F_{3}}{\partial p_{i}}}}
Von den Koordinaten {\displaystyle (Q_{i}),(P_{i})} kann für jeden Index {\displaystyle i} eine ausgewählt werden, um zusammen mit den {\displaystyle (q_{j})} eine Klasse unabhängiger Variablen einer erzeugenden Funktion zu liefern. Demnach gibt es für ein Hamiltonsches System von {\displaystyle n} Freiheitsgraden {\displaystyle 2^{n}} Klassen erzeugender Funktionen. Sie gehen jeweils durch eine Legendre-Transformation ineinander über.
Auf analoge Weise können erzeugende Funktionen der Klassen {\displaystyle F_{2}(q,P)} und {\displaystyle F_{4}(p,P)} gewählt werden. Die Transformationsregeln für die vier gängigen Klassen erzeugender Funktionen lauten:
| Erzeugende Funktion                                                      | Kanonische Transformation                                                                                       |
| {\displaystyle F_{1}(q,Q)=F}                                             | {\displaystyle p_{i}={\frac {\partial F_{1}}{\partial q_{i}}},P_{i}=-{\frac {\partial F_{1}}{\partial Q_{i}}}}  |
| {\displaystyle F_{2}(q,P)=F+\sum _{i}Q_{i}P_{i}}                         | {\displaystyle p_{i}={\frac {\partial F_{2}}{\partial q_{i}}},Q_{i}={\frac {\partial F_{2}}{\partial P_{i}}}}   |
| {\displaystyle F_{3}(p,Q)=F-\sum _{i}q_{i}p_{i}}                         | {\displaystyle q_{i}=-{\frac {\partial F_{3}}{\partial p_{i}}},P_{i}=-{\frac {\partial F_{3}}{\partial Q_{i}}}} |
| {\displaystyle F_{4}(p,P)=F+\sum _{i}\left(Q_{i}P_{i}-q_{i}p_{i}\right)} | {\displaystyle q_{i}=-{\frac {\partial F_{4}}{\partial p_{i}}},Q_{i}={\frac {\partial F_{4}}{\partial P_{i}}}}  |

In der Literatur wird manchmal {\displaystyle F} und manchmal eine der {\displaystyle F_{i}} als kanonische Transformation bezeichnet, die beiden Begriffe stimmen für die Klasse {\displaystyle F_{1}(q,Q)} überein.
Eine wichtige Eigenschaft erzeugender Funktionen der Klasse {\displaystyle F_{1}(q,Q)} ist ihre Additivität bei Hintereinanderausführung kanonischer Transformationen. Gilt etwa
{\displaystyle \sum _{i}p'_{i}\,\mathrm {d} q'_{i}=\sum _{i}p_{i}\,\mathrm {d} q_{i}+\mathrm {d} F'_{1},}
{\displaystyle \sum _{i}p''_{i}\,\mathrm {d} q''_{i}=\sum _{i}p'_{i}\,\mathrm {d} q'_{i}+\mathrm {d} F''_{1},}
so gilt auch
{\displaystyle \sum _{i}p''_{i}\,\mathrm {d} q''_{i}=\sum _{i}p_{i}\,\mathrm {d} q_{i}+\mathrm {d} (F'_{1}+F''_{1}).}

### Satz von Liouville
Kanonische Transformationen lassen das Phasenraumvolumen {\displaystyle \mathrm {d} q_{1}\dotsb \mathrm {d} q_{f}\,\mathrm {d} p_{1}\dotsb \mathrm {d} p_{f}} invariant.
Im geometrischen Formalismus wird das Phasenraumvolumen durch die Differentialform {\displaystyle \omega \wedge \dotsb \wedge \omega } beschrieben. Da das Dachprodukt natürlich ist, gilt {\displaystyle \Psi _{*}(\omega \wedge \dotsb \wedge \omega )=\Psi _{*}\omega \wedge \dotsb \wedge \Psi _{*}\omega =\omega \wedge \dotsb \wedge \omega } und der Satz von Liouville ist ohne großen Aufwand bewiesen.

### Beispiele
Im Folgenden sind einige kanonische Transformationen aufgelistet:
- Die identische Transformation {\displaystyle (Q,P)=(q,p)} ist trivialerweise kanonisch mit der erzeugenden Funktion {\displaystyle F(q,Q)=0}.

- Die Transformation {\displaystyle (Q,P)=(p,q)} ist nicht kanonisch. Jedoch ist {\displaystyle (Q,P)=(p,-q)} kanonisch.

- Punkttransformationen des Konfigurationsraums {\displaystyle q\mapsto Q} induzieren kanonische Transformationen, wenn die Impulse gemäß {\displaystyle \textstyle P_{i}=\sum _{j}p_{j}{\frac {\partial q_{j}}{\partial Q_{i}}}} transformiert werden (es handelt sich um das Transformationsverhalten von Kotangentialvektoren). Als erzeugende Funktion kann {\displaystyle \textstyle F(q,P)=\sum _{i}P_{i}\,Q_{i}(q)} verwendet werden.

- Die Zeitentwicklung induziert eine lokale kanonische Transformation: Es sei {\displaystyle s} fest gewählt (falls die hamiltonschen Gleichungen keinen vollständigen Fluss erzeugen, muss {\displaystyle s} hinreichend klein gewählt werden). Zu {\displaystyle (q,p)} sei {\displaystyle q(t),p(t)} eine Integralkurve der hamiltonschen Gleichungen mit {\displaystyle (q(0),p(0))=(q,p)} und es sei {\displaystyle (Q,P):=(q(s),p(s))}. Die Transformation {\displaystyle (q,p)\mapsto (Q,P)} hat die Erzeugende

{\displaystyle F(q,Q)=\int _{0}^{t}\mathrm {d} t\,\left(\sum _{i}p_{i}(t){\frac {\partial H}{\partial p_{i}}}(q(t),p(t))-H(q(t),p(t))\right),}
die Hamiltonsche Prinzipalfunktion oder Wirkungsfunktion.
- Lineare Transformationen sind genau dann kanonisch, wenn ihre Matrizen symplektisch sind. Es sei {\displaystyle (q,p)=:z} zusammengefasst. Dann ist durch {\displaystyle \textstyle (z_{i})_{i}\mapsto (\sum _{k}L_{ik}z_{k})_{i}} genau dann eine kanonische Transformation gegeben, falls {\displaystyle L^{T}\cdot M\cdot L=M}, {\displaystyle \textstyle M:=({\begin{smallmatrix}0&E_{f}\\-E_{f}&0\end{smallmatrix}})}, wobei {\displaystyle E_{f}} die Einheitsmatrix bezeichnet. Symplektische Matrizen haben immer die Determinante 1. Ferner ist {\displaystyle \lambda } genau dann Eigenwert von {\displaystyle L}, wenn {\displaystyle {\tfrac {1}{\lambda }},\lambda ^{*},{\tfrac {1}{\lambda ^{*}}}} Eigenwerte sind, und die entsprechenden Eigenräume sind isomorph.

## Globale kanonische Transformationen
Der Konfigurationsraum eines mechanischen Systems mit {\displaystyle f} Freiheitsgraden wird durch eine glatte {\displaystyle f}-dimensionale Mannigfaltigkeit {\displaystyle Q} modelliert. Die Lagrange-Funktion ist eine Funktion der verallgemeinerten Koordinaten und Geschwindigkeiten, also eine glatte Funktion auf dem Tangentialbündel {\displaystyle \textstyle T(Q)=\bigcup _{q\in Q}\lbrace q\rbrace \times T_{q}(Q)=\lbrace (q,{\dot {q}})\vert q\in Q,{\dot {q}}\in T_{q}(Q)\rbrace }. Durch eine Legendre-Transformation wird ein Isomorphismus zwischen dem Tangentialbündel und dem Kotangentialbündel hergestellt gemäß
{\displaystyle {\dot {q}}\in T_{q}(Q)\longleftrightarrow p\in T_{q}^{*}(Q),\quad p_{i}={\frac {\partial L}{\partial {\dot {q}}^{i}}}.}
Dabei wird sich hier und im Folgenden, wenn von Koordinaten {\displaystyle q^{i},{\dot {q}}^{i},p_{i}} gesprochen wird, immer auf Bündelkarten bezogen, das heißt, die Karten sind von der Form
{\displaystyle \alpha _{\varphi }\colon (q,{\dot {q}})\mapsto (\varphi (q),\Theta _{q,\varphi }({\dot {q}})),}
{\displaystyle \beta _{\varphi }\colon (q,p)\mapsto (\varphi (q),(\Theta _{q,\varphi }^{-1})^{T}(p)),}
wobei {\displaystyle \varphi } eine Karte von {\displaystyle Q} um {\displaystyle q} ist, {\displaystyle \Theta _{q,\varphi }:[\gamma ]_{\sim }\to (\varphi \circ \gamma )'(0)} definiert ist mit einer den Tangentialvektor {\displaystyle [\gamma ]_{\sim }} repräsentierenden Kurve {\displaystyle \gamma (t)}, und mit einem hochgestellten T die duale Abbildung bezeichnet wird. Diese Kartenwahl hat den Vorteil, dass die natürliche Paarung eines Tangential- und eines Kotangentialvektors mit dem euklidischen Skalarprodukt übereinstimmt {\displaystyle (p\vert {\dot {q}})=p_{i}{\dot {q}}^{i}=\alpha _{\varphi }(p)\cdot \beta _{\varphi }({\dot {q}})} (hier wird die Einsteinsche Summenkonvention verwendet).
Auf dem Kotangentialbündel gibt es einen natürlichen Zusammenhang zwischen Elementen {\displaystyle z=(q,p)\in T^{*}(Q)} und Tangentialvektoren {\displaystyle {\dot {q}}\in T_{q}(Q)}: {\displaystyle (p\vert {\dot {q}})=p_{i}{\dot {q}}^{i}}. Dieser Zusammenhang soll nun auf Tangentialvektoren des Kotangentialbündels erweitert werden: Die natürliche Projektion {\displaystyle \Pi :T^{*}(Q)\to Q,(q,p)\mapsto q} besitzt die Ableitung {\displaystyle T(\Pi ):T(T^{*}(Q))\to T(Q),(q,p;v^{q^{i}}\partial _{q^{i}}+w^{p_{i}}\partial _{w_{i}})\to (q;v^{q^{i}}\partial _{q^{i}})}. Die für {\displaystyle z\in T^{*}(Q),v\in T(T^{*}(Q))} durch {\displaystyle (\Theta \vert v)(z):=(z\vert T(\Pi )\cdot v)} definierte Differential-1-Form auf {\displaystyle T^{*}(Q)} heißt kanonische 1-Form, in einer Bündelkarte hat sie die Form {\displaystyle \Theta =p_{i}\,\mathrm {d} q^{i}}. Ihr negatives Differential {\displaystyle \omega :=-\mathrm {d} \Theta =\mathrm {d} q^{i}\wedge \mathrm {d} p_{i}} heißt kanonische 2-Form (sie macht das Kotangentialbündel zu einer symplektischen Mannigfaltigkeit).
Kanonische Transformationen sind Diffeomorphismen {\displaystyle \Psi :T^{*}(Q_{1})\to T^{*}(Q_{2})}, die die kanonische 2-Form invariant lassen, d. h. {\displaystyle \Psi _{*}\omega _{1}=\omega _{2}} (allgemeiner bezeichnet man solche Abbildungen zwischen symplektischen Mannigfaltigkeiten als Symplektomorphismus, sie stellen also eine Verallgemeinerung kanonischer Transformationen dar). Entsprechende lokale Diffeomorphismen heißen lokale kanonische Transformation. Somit ist {\displaystyle \omega _{2}-\Psi _{*}\omega _{1}=d(\Psi _{*}\Theta _{1}-\Theta _{2})=0}, d. h., nach dem Lemma von Poincaré ist {\displaystyle \Psi _{*}\Theta _{1}-\Theta _{2}} lokal (auf sternförmigen Gebieten auch global) exakt:
{\displaystyle \Theta _{2}=\Psi _{*}\Theta _{1}+\mathrm {d} F}
{\displaystyle P_{i}\,\mathrm {d} Q^{i}=p_{i}\,\mathrm {d} q^{i}+\mathrm {d} F}
Hieraus folgt insbesondere, dass erzeugende Funktionen eine kanonische Transformation nur lokal beschreiben müssen.
Die kanonische 2-Form definiert auch einen Zusammenhang {\displaystyle {}^{\sharp }:{\mathcal {T}}_{1}^{0}(T^{*}(Q))\to {\mathcal {T}}_{0}^{1}(T^{*}(Q))} zwischen 1-Formen und Vektorfeldern gemäß
{\displaystyle \omega ({}^{\sharp }\eta ,Y):=(\eta \vert Y).}
Insbesondere wird {\displaystyle {}^{\sharp }dH=\operatorname {s-grad} H=:X_{H}} als Hamiltonsches Vektorfeld bezeichnet (entsprechende Definitionen macht man für beliebige glatte Funktionen), es erzeugt gerade den kanonischen Fluss. Die Poisson-Klammern lassen sich koordinatenfrei durch
{\displaystyle \lbrace f,g\rbrace =\omega (X_{f},X_{g})}
definieren. Auf diese Weise wird der Zusammenhang zwischen kanonischen Transformationen und den Poisson-Klammern besonders deutlich. Zunächst wird gezeigt, dass sich hamiltonsche Vektorfelder natürlich transformieren. Für beliebige Vektorfelder {\displaystyle Y\in {\mathcal {T}}_{0}^{1}(T^{*}(Q_{1}))} und {\displaystyle z\in T^{*}(Q_{1})} gilt:
{\displaystyle (\mathrm {d} f\vert Y)=(\Psi _{*}\mathrm {d} f\vert \Psi _{*}Y)=(\mathrm {d} (\Psi _{*}f)\vert \Psi _{*}Y)}
{\displaystyle \omega _{1}(X_{f}(z),Y(z))=(\Psi _{*}\omega _{1})(X_{\Psi _{*}f}(\Psi (z)),\Psi _{*}Y(\Psi (z)))}
Jedoch ist auch {\displaystyle \omega _{1}(X_{f}(z),Y(z))=(\Psi _{*}\omega _{1})(\Psi _{*}X_{f}(\Psi (z)),\Psi _{*}Y(\Psi (z)))} und somit
{\displaystyle \Psi _{*}X_{f}=X_{\Psi _{*}f}.}
Nun ist aber für glatte Funktionen {\displaystyle f,g\in C^{\infty }(T^{*}(Q_{1}))}
{\displaystyle \lbrace f,g\rbrace =\omega _{1}(X_{f},X_{g})=(\Psi _{*}\omega _{1})(\Psi _{*}X_{f},\Psi _{*}X_{g})=(\Psi _{*}\omega _{1})(X_{\Psi _{*}f},X_{\Psi _{*}g})}
{\displaystyle \lbrace \Psi _{*}f,\Psi _{*}g\rbrace =\omega _{2}(X_{\Psi _{*}f},X_{\Psi _{*}g}).}
Die beiden Ausdrücke stimmen also genau dann überein, wenn
{\displaystyle \Psi _{*}\omega _{1}=\omega _{2},}
wenn also {\displaystyle \Psi } eine kanonische Transformation ist.

## Zeitabhängiger und relativistischer Fall
Es gibt mehrere Möglichkeiten, die Zeit in den Formalismus zu integrieren. Vor allem auch für den relativistischen Fall ist es besonders günstig, den Konfigurationsraum um eine Zeitvariable zum sogenannten erweiterten Konfigurationsraum zu erweitern. Der erweiterte Phasenraum enthält dann zwei weitere Variable, die der Zeit entsprechende Impulsvariable wird üblicherweise mit {\displaystyle -E} bezeichnet. Insofern die Hamiltonfunktion {\displaystyle H(q,p;t)} im nichtrelativischen Fall die Energie ausdrückt, kann die neue Hamiltonfunktion
{\displaystyle {\mathcal {H}}(q,t;p,-E):=H(q,p;t)-E}
eingeführt werden, die zwar keine physikalische Bedeutung hat, jedoch die korrekten Bewegungsgleichungen liefert. Die kanonischen Formen werden ohne Änderung definiert und nehmen in Koordinaten die Gestalten {\displaystyle \Theta =p_{i}\,\mathrm {d} q^{i}-E\,\mathrm {d} t} und {\displaystyle \omega =\mathrm {d} q^{i}\wedge \mathrm {d} p_{i}-\mathrm {d} t\wedge \mathrm {d} E} an. Das hamiltonsche Vektorfeld {\displaystyle X_{\mathcal {H}}} erzeugt dann den Fluss:
{\displaystyle {\frac {\mathrm {d} q^{i}}{\mathrm {d} s}}={\frac {\partial H}{\partial p_{i}}},\quad {\frac {\mathrm {d} p_{i}}{\mathrm {d} s}}=-{\frac {\partial H}{\partial q^{i}}}}
{\displaystyle {\frac {\mathrm {d} t}{\mathrm {d} s}}=1,\quad {\frac {\mathrm {d} E}{\mathrm {d} s}}={\frac {\partial H}{\partial t}}}
Außerdem ist {\displaystyle {\mathcal {H}}} konstant entlang einer Integralkurve, sodass physikalisch nur der Fall {\displaystyle {\mathcal {H}}=0} relevant ist und {\displaystyle H} mit {\displaystyle E} sowie {\displaystyle s} mit {\displaystyle t} identifiziert werden kann.
Für den relativistischen Fall sind auch kanonische Transformationen relevant, die die Zeitvariable ändern. Für den nichtrelativistischen Fall sind solche Transformationen uninteressant. Im Folgenden werden die alten Koordinaten mit einem Querstrich gekennzeichnet. Es gelte nun
{\displaystyle p_{i}\,\mathrm {d} q^{i}-E\,\mathrm {d} t={\bar {p}}_{i}\,\mathrm {d} {\bar {q}}^{i}-{\bar {E}}\,\mathrm {d} {\bar {t}}+\mathrm {d} F.}
Es wird angenommen, dass die neuen Koordinaten und die alten Impulse als Koordinaten verwendet werden können. Dann setzt man {\displaystyle {\bar {p}}_{i}\,\mathrm {d} {\bar {q}}^{i}-{\bar {E}}\,\mathrm {d} {\bar {t}}=-{\bar {q}}^{i}\,\mathrm {d} {\bar {p}}_{i}+{\bar {t}}\,\mathrm {d} {\bar {E}}+\mathrm {d} ({\bar {q}}^{i}{\bar {p}}_{i}-{\bar {t}}\,{\bar {E}})} ein und erhält:
{\displaystyle p_{i}\,\mathrm {d} q^{i}-E\,\mathrm {d} t=-{\bar {q}}^{i}\,\mathrm {d} {\bar {p}}_{i}+{\bar {t}}\,\mathrm {d} {\bar {E}}+\mathrm {d} \left(F-{\bar {q}}^{i}{\bar {p}}_{i}+{\bar {t}}\,{\bar {E}}\right)}
Um sicherzustellen, dass {\displaystyle {\bar {t}}=t} transformiert wird, kann {\displaystyle F=f(q,{\bar {p}},t)-{\bar {E}}t} verwendet werden. Sodann lauten die Transformationsregeln:
{\displaystyle {\bar {t}}=t,\quad E={\bar {E}}-{\frac {\partial f}{\partial t}}}
{\displaystyle p_{i}={\frac {\partial f}{\partial q^{i}}},\quad {\bar {q}}^{i}={\frac {\partial f}{\partial {\bar {p}}_{i}}}}
Hierbei wird {\displaystyle {\mathcal {H}}=H-E={\bar {H}}-{\bar {E}}} invariant gelassen, die Hamilton-Funktion {\displaystyle H} im Allgemeinen also verändert. Falls {\displaystyle f} die Hamilton-Jacobi-Gleichung erfüllt, d. h.
{\displaystyle {\frac {\partial f}{\partial t}}+H\left(q,{\frac {\partial f}{\partial q}},t\right)=0,}
so folgt {\displaystyle {\bar {H}}=0} und das System wird ins Gleichgewicht transformiert.

## Symplektische Struktur
Die Funktionalmatrizen kanonischer Transformationen
{\displaystyle J={\begin{pmatrix}{\frac {\partial Q}{\partial q}}&{\frac {\partial Q}{\partial p}}\\{\frac {\partial P}{\partial q}}&{\frac {\partial P}{\partial p}}\\\end{pmatrix}}\in \mathbb {R} _{2f\times 2f}}
bilden eine symplektische Gruppe, besitzen also die Eigenschaft
{\displaystyle J^{T}MJ=M}
mit
{\displaystyle M={\begin{pmatrix}0&E_{f}\\-E_{f}&0\\\end{pmatrix}}}
und der {\displaystyle f\times f}-Einheitsmatrix {\displaystyle E_{f}}.